# Uscita di sicurezza (Giulio Tremonti)
Uscita di sicurezza è un saggio economico scritto da Giulio Tremonti, ex ministro dell'Economia. Nella settimana dal 6 al 12 febbraio il libro risultava 4° nella classifica di Internet Bookshop Italia.

## Trama
Tremonti analizza le cause economiche e politiche che hanno portato alla grande recessione, gli errori da parte dei governi occidentali nel gestirla e prova a delineare un'uscita per lasciarsela alle spalle.

## Edizioni
- Giulio Tremonti, Uscita di sicurezza, Rizzoli, 2012,  pp. 270, ISBN 978-88-17-05774-5.